# Sandy Canester
Sandy Canester (ur. 9 stycznia 1980 w Dżakarcie) – indonezyjski piosenkarz i autor utworów muzycznych.
W wieku 11 lat zajął drugie miejsce w jednym z lokalnych konkursów wokalnych. W 1993 r. wygrał konkurs Lagu Pilihanku na antenie stacji TVRI. Reprezentował Indonezję w programie talent show Asia Bagus w 1997 r.
Popularność przyniósł mu utwór „Cemburu”, który stał się soundtrackiem do filmu Dealova z 2005 r. W 2006 r. wydał swój pierwszy album studyjny pt. Be My Lady.
Współpracował z muzykami takimi jak Once, Ari Lasso czy Ressa Herlambang.

## Dyskografia
Albumy studyjne
- 2006: Be My Lady
- 2013: Colour Box[2]